# Untermosel (Verbandsgemeinde)
Untermosel est une Verbandsgemeinde (collectivité territoriale) de l'arrondissement de Mayen-Coblence dans la Rhénanie-Palatinat en Allemagne. Le siège de cette Verbandsgemeinde est dans la ville de Kobern-Gondorf.
La Verbandsgemeinde de Untermosel consiste en cette liste d'Ortsgemeinden (municipalités locales) :

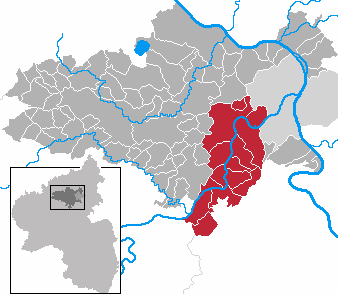
Localisation de la Verbandsgemeinde de Untermosel dans l'arrondissement de Mayen-Coblence

1. Alken
2. Brodenbach
3. Burgen
4. Dieblich
5. Hatzenport
6. Kobern-Gondorf
7. Lehmen
8. Löf
9. Macken
10. Niederfell
11. Nörtershausen
12. Oberfell
13. Winningen
14. Wolken